# Bitumendickbeschichtung
Die Bitumendickbeschichtung ist eine bautechnische Bezeichnung für mehrlagig aufgebrachte Schichten aus polymermodifizierten Bitumen (PMB) – bis 2017 in Deutschland als kunststoffmodifizierte Bitumendickbeschichtungen (KMB) und heute als polymermodifizierte Bitumendickbeschichtungen (PMBC) bezeichnet – wie z. B. Polymerbitumen und Elastomerbitumen. Diese wurden als Ergänzung zu den weithin bekannten und bereits seit langem verwendeten Abdichtsystemen der Bauwerksabdichtung aus Folien oder Bitumenbahnen entwickelt („Schwarze Wanne“).
Schichtdicken und gegebenenfalls erforderliche Verstärkungseinlagen aus Gewebe sind in Abhängigkeit der Wassereinwirkungsklasse nach DIN 18533 auszuführen und zu dokumentieren.

## Polymerbitumen
Polymerbitumen (PmB) sind industriell hergestellte Mischungen von Bitumen mit Polymeren (Kunststoffen), welche die „Plastizitätsspanne“ vergrößern und die Beständigkeit gegen chemische Einflüsse verbessern sollen. Gegenüber dem herkömmlichen (Straßen-)Bitumen sind Polymerbitumen weniger spröde bei tiefen Temperaturen, unempfindlicher gegenüber Verformung und zeigen eine besseren elastische Rückverformung nach physikalischen Belastungen.
Verwendet werden oft Thermoplasten wie PE, PP oder PVC.
Polymerbitumen (PmB) wird ebenfalls angewendet bei offenporigen und splittreichen Asphaltdeckschichten, wie sie zur Reduzierung von Aquaplaninggefahren und für sogenannten Flüsterasphalt eingesetzt werden.

## Elastomerbitumen
Elastomerbitumen tolerieren durch die zugesetzten elastomeren Kunststoffe (z. B. Polyurethan) auch nachträglich auftretende Risse im Untergrund.
Der Einsatz erfolgt als Dickbeschichtung im Kellerbereich und zur Fertigung von Dach- und Dichtungsbahnen.
Dickbeschichtungen werden zum Schutz vor eindringender Feuchtigkeit gemäß der vorliegenden Wassereinwirkungsklasse als senkrechte oder waagerechter Mauerabdichtung auf die im Erdreich liegenden Kelleraußenwände gespachtelt.

## Einsatzformen
Diese Beschichtungen kommen in verschiedenen Komponenten und Verarbeitungsformen zum Einsatz.
- ein- oder zweikomponentige Bitumen-Kunststoff-Emulsionen
- Einkomponenten-Dickschichtmassen auf der Basis der Bitumen-Kunststoff-Emulsionen
- Zweikomponenten-Dickschichtmassen aus kunststoffanteiligen (modifiziert) Bitumenemulsionen und Reaktionskomponenten

## Wassereinwirkungsklasse nach DIN 18533
Bis 2017 wurde in der DIN 18195 der Begriff ‚Lastfall‘ verwendet. Mit Neufassung der Abdichtungsnormung erfolgte die Umstellung auf Wassereinwirkungsklassen.
- W 1-E – Bodenfeuchte und nichtdrückendes Wasser bezeichnet im Erdboden immer vorhandenes, kapillargebundenes und durch Kapillarkräfte auch entgegen der Schwerkraft fortleitbares Wasser (z. B. natürliche Bodenfeuchte, Saugwasser, Haftwasser, Kapillarwasser) bzw. Oberflächen- und Sickerwasser in tropfbarer flüssiger Form, das auf die Abdichtung keinen oder nur geringen hydrostatischen Druck ausübt.
- W 2-E – drückendes Wasser bezeichnet Wasser, welches von außen auf die Abdichtung einen dauerhaften hydrostatischer Druck ausübt. Dieser Druck wiederum ist abhängig von der Höhe der Wassersäule (z. B. Grundwasser, Saugwasser oder Quellwasser).
- W 3-E – nichtdrückendes Wasser auf erdüberschütteten Decken
- W 4-E – Spritzwasser und Bodenfeuchte am Wandsockel sowie Kapillarwasser in oder unter Wänden

## Untergrundvoraussetzungen
Alle Untergründe müssen trocken, fest, tragfähig, staubfrei und vollständig frei von Verunreinigungen (z. B. Teeranstrichen o. ä.) sein. Das Mauerwerk muss vollfugige Lagerfugen aufweisen und bündig sein. Bei fehlender Vollfugigkeit in den Stoßfugen müssen diese nach den Produktherstellerangaben vorbehandelt werden.

## Verarbeitung
Die heutigen Emulsionen sind kalt verarbeitbar und daher im Gegensatz zu früher eingesetzten Teer-Pech-Abdichtungen ohne Erwärmung gebrauchsfertig. Je nach der Materialkonsistenz erfolgt die Verarbeitung im Roll-, Streich-, Spritz- oder Spachtelverfahren, bei ein- oder mehrfachem Auftragen. In einigen Fällen können Bitumenvoranstriche oder Grundierungen notwendig sein und werden vom Hersteller der Emulsion entsprechend empfohlen.
Bei der Aufbringung der Emulsionen ist unbedingt auf Trockenheit des Untergrundes zu achten, da Wasser die Haftfähigkeit beeinträchtigt und eine ungewollte Trennschicht bilden kann, die zur Undichtigkeit der Beschichtung führt. Im Untergrund vorhandene Risse (z. B. Schwindrisse bei Sockelputz) können nur bis zu einer Breite von 2 mm überbrückt werden können. Größere Risse müssen zuvor bündig verfüllt werden.
Die aufzubringende Dicke der Trockenschicht beträgt bei Lastfall 1 mindestens 1 mm, bei Lastfall 2 mindestens 2 mm und bei Lastfall 3 mindestens 4 mm Schichtstärke. Nach einer Abtrocknungszeit von 2 bis 3 Tagen wird nach Herstellerangaben eine Schutzschicht (meist eine Folie) auf die Abdichtungsschicht aufgebracht.
Bei der Verfüllung der Baugrube ist sehr genau darauf zu achten, dass keine Beschädigungen der Schutzschicht oder gar der Abdichtungsschicht eintritt (z. B. durch große Steine oder Schuttanteile).

## Qualifikation Abdichtungsschein PMBC (bis 2017 KMB-Schein)
Im September 2000 wurde der Lehrgang „Herstellen von Abdichtungen aus kunststoffmodifizierten Bitumendickbeschichtungen“ (KMB) des Ausbildungsbeirats Abdichtung erstmals in Krefeld durchgeführt. Wesentliche Grundlage der Ausbildung ist die DIN 18533-3 und die erläuternde PMBC-Richtlinie. Der Lehrgang in Theorie und Praxis schließt mit dem bundeseinheitlichen Qualifikationsnachweis, dem „Abdichtungsschein (PMBC)“ ab. Die Ausbildung wird an verschiedenen Ausbildungszentren des Baugewerbes und der Bauindustrie in ganz Deutschland angeboten. Der Lehrgang schließt mit einer Prüfung ab.

## Rechtliche Gesichtspunkte
Als neben der älteren Herstellung der Bauwerksabdichtung, in Form einer „schwarzen Wanne“ durch Kunststoffbahnen, eine Änderung der DIN 18195 eingeführt wurde, entstand ein Streit, ob die Bitumendickbeschichtung neben der Verwendung von Kunststoffbahnen den anerkannten Regeln der Technik entspräche. Die Rechtsprechung der Oberlandesgerichte kam hierbei zu unterschiedlichen Ergebnissen. Das Oberlandesgericht Bamberg vertrat die Ansicht, dass die Bitumendickbeschichtung trotz der Aufnahme in die DIN-Norm nicht den anerkannten Regeln der Technik entspräche. Demgegenüber vertraten das Oberlandesgericht Schleswig und das Oberlandesgericht Hamm die Ansicht, dass Bitumendickbeschichtungen bei ordnungsgemäßer Ausführung den anerkannten Regeln der Technik entsprechen würden. Der Bundesgerichtshof ließ in einer Entscheidung vom 15. Juni 2000 die Frage, ob Bitumendickbeschichtungen grundsätzlich den Regeln der Technik entsprechen, offen. Es wurde vom Bundesgerichtshof klargestellt, dass eine fehlerhafte Ausführung der Dickbeschichtung einen Mangel darstellt. Mittlerweile hat auch das OLG Bamberg entschieden, dass aus seiner Sicht nur im Falle einer unsachgemäßen Ausführung dieser Bitumendickbeschichtung ein Verstoß gegen die anerkannten Regeln der Technik vorliege. Das Oberlandesgericht Hamm hat mit Beschluss vom 14. August 2019 (Aktenzeichen 12 U 73/18) die Kombinationsabdichtung bestehend aus WU-Betonbodenplatte und Bitumendickbeschichtung für die Wasserlastfälle „Aufstauendes Sickerwasser“ und „Drückendes Wasser“ als nicht den allgemein anerkannten Regeln der Technik entsprechend eingestuft. Dieses Urteil hat mit Beschluss des Bundesgerichtshofes vom  13. Mai 2020 (VII ZR 206/19) Rechtskraft erlangt. Das DIN hat am 23. Dezember 2019 zum Urteil des OLG Hamm (12 U 73/18) Stellung genommen: „Zusammenfassend ist festzustellen, dass die die Regelungen der DIN 18195 zur Abdichtungsbauweise KMB / PMBC im Übergang auf WU-Betonbodenplatten betreffenden Aussagen in der Urteilsbegründung des OLG Hamm aus Sicht von DIN nicht zutreffen. ... dass diese Bauweise eine anerkannte Regel der Technik darstellt.“